# Harald Leitinger
Harald Leitinger (* 15. September 1984 in Kirchdorf in Tirol) ist ein österreichischer Dartspieler.

## Karriere
Harald Leitinger begann im Alter von 13 Jahren mit dem Dartsport. 2011 nahm er als Nachrücker erstmals an einem Players Championship in Österreich teil, dort unterlag er in der zweiten Runde dem Deutschen Maik Langendorf. In den nächsten Jahren versuchte Leitinger sich an Qualifikationsturnieren für Events der PDC European Tour, konnte sich jedoch nicht qualifizieren. Im Januar 2020 gewann Leitinger am ersten Tag der Q-School in Hildesheim eine Tourkarte. Durch den Tourkartengewinn war der Österreicher automatisch für die UK Open 2020 qualifiziert, wo er sein Auftaktspiel gegen Kevin Burness gewinnen konnte. In der zweiten Runde schied Leitinger dann gegen Joe Murnan aus.
Auf der Tour daraufhin konnte Leitinger kaum Erfolge für sich verbuchen. Bei den UK Open 2021 schied er ohne Leggewinn gegen Karel Sedláček aus. Somit stand Leitinger am Ende der zwei Jahre ohne Tourkarte da und startete bei der Q-School 2022 in der Final Stage. Dabei gelang es ihm nicht, einen Punkt zu erringen und somit auch nicht, sich seine Karte zurückzuerspielen.